# Carex pseudocuraica
Carex pseudocuraica är en halvgräsart som beskrevs av Friedrich Schmidt. Carex pseudocuraica ingår i släktet starrar, och familjen halvgräs. Inga underarter finns listade i Catalogue of Life.